# Sanda Ladoşi
Sanda Ladoși (Târgu Mureș, 2 gennaio 1970) è una cantante rumena.
Ha rappresentato la Romania all'Eurovision Song Contest 2004 svoltosi a Istanbul, dove ha presentato il brano I Admit.